# 源義經

源義經與弁慶
浮世繪畫師歌川國芳作。

源義經（日语：〔〕／ Minamoto no Yoshitsune，1159年—1189年6月15日），為日本平安時代末期出身於河內源氏的武士，知名的將領，曾任左衛門少尉兼檢非違使（俗稱為判官）。
父源義朝家系乃清和源氏其中一支，河内源氏的棟樑源賴信的後代，世世代代在東國武家人材輩出。義經為源義朝的第九子，乳名牛若丸（うしわかまる）。在平治之亂中為平清盛所敗後，源義經在7歲時被送到京都鞍馬寺學習。之後他投奔奥州，受到奥州藤原氏當主藤原秀衡的庇護。及長，源義經與兄長源賴朝一齊舉兵討伐平家，在著名的戰役源平合戰中戰功彪炳，威名顯赫；但也因功高震主為源賴朝所猜忌，最終兄弟反目成仇，源賴朝在全國追捕義經。義經在走投無路之下再度投靠藤原秀衡；秀衡死後，其子藤原泰衡繼為家督，泰衡因畏懼源賴朝，領兵突襲源義經，源義經自知必死，把自己鎖在佛堂，誦經祈求往生淨土，在左右手弁慶等所有家臣戰死後，義經為避免妻女受辱，拔刀刺殺了愛妻鄉御前與4歲的愛女龜鶴御前，最後切腹自盡。
源義經為日本人所愛戴的傳統英雄之一，而且由於其生涯富有傳奇與悲劇的色彩，在許多故事、戲劇中都有關於他的描述，在許多神社中也奉祀着源義經，並與戰國時代末年的真田信繁、建武中興時代的楠木正成並列日本史中三大「末代」悲劇英雄。但是在手塚治虫漫畫火之鳥、大河劇鎌倉殿的13人有提及他有嗜殺殘忍的一面。

## 生涯

### 流離歲月

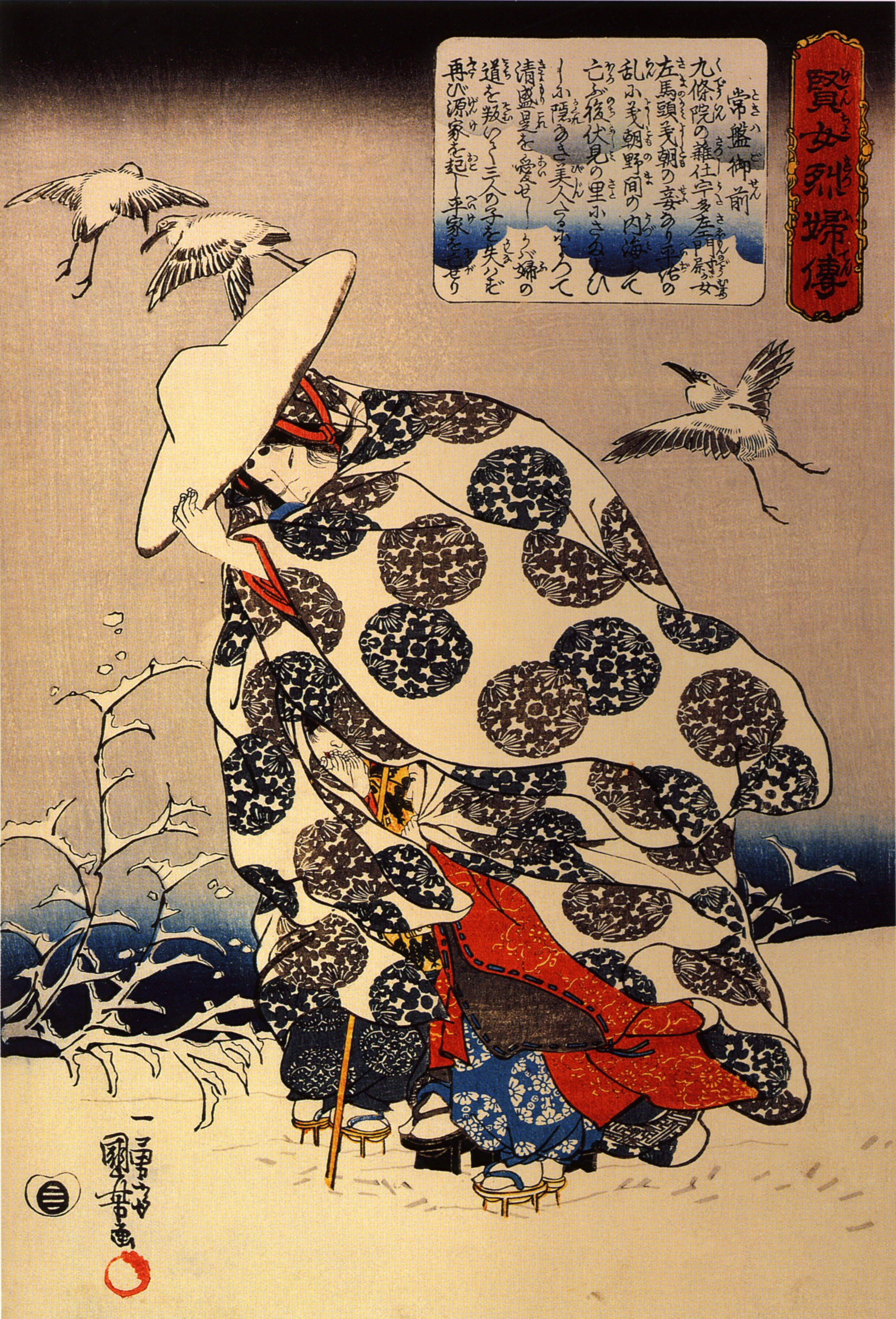
常盤攜子踏雪而逃

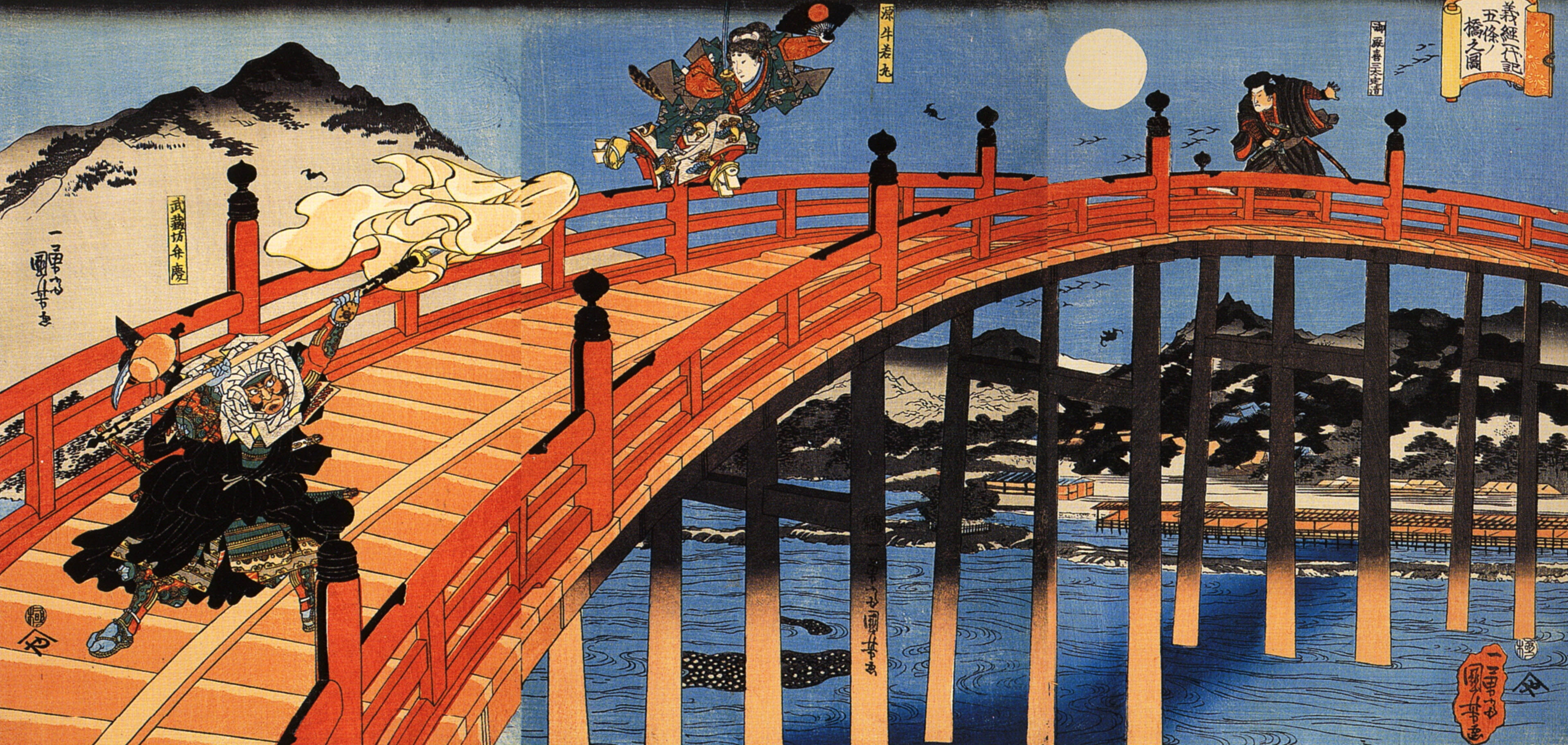
五条大橋的對決

源義經，幼名「牛若丸」或稱「牛若」，出身於名門河內源氏，為源氏領袖源義朝的第九子。其母親常盤御前原為近衛天皇中宮九条院的侍婢，以千中選一的美貌著稱，後來成為源義朝的側室。
1159年，牛若誕生後不久，父親源義朝即於之亂中為平清盛所敗，隨後於逃亡途中在尾張遇害，源氏一族亦非死即逃。母親常盤帶著牛若及牛若的兩名同母兄今若、乙若逃往大和山中，沒多久，常盤的生母被平家逮捕，常盤只好攜子自首。平清盛因貪戀常盤的美色，遂納常盤為妾，並赦免常盤生母及牛若兄弟等4人。
數年後，常盤又被嫁給公家貴族藤原氏的小文書官，大藏卿，一條長成，而牛若在7歲時（1165年）被送到鞍馬寺（京都市左京區）學習。之後從一位稱為聖門坊的僧侶處得知自己的身世。
傳說某夜，牛若偷溜出寺，在僧正谷（僧正ヶ谷）遇到武藝高強的「大天狗」（鞍馬山僧正坊），後來牛若便常常夜遁至天狗處學習武藝。住持東光坊某日發現牛若不但夜遁習藝而且圖謀打倒平家後大驚失色，雖欲強迫牛若出家，但牛若不肯，最後姑且先起法名為「遮那王」，命牛若靜心學習，忘卻俗世。
傳聞遮那王11歲（1169年）某日在回寺的路上，途經五條大橋時，遇見一位稱為武藏坊慶的武勇僧侶攔路。弁慶當時在該地進行「刀狩」，只要看上往來武士身上的太刀便要求比武，在遇到遮那王之前已經強奪了999把太刀。弁慶看上了遮那王身上所配之黃金寶刀，故技重施，豈料遮那王武藝高強，身輕如燕，弁慶雖然武勇縱橫，但卻處處受制，攻而屢挫。以柔克剛的遮那王讓臂力過人且一向仗恃剛勇的弁慶敗得口服心服，從此弁慶便跟隨在遮那王左右，成為日後遮那王最親密的家臣之一。

### 出奔奧州
1174年，遮那王16歲的某日，傳說有一位叫做吉次信高（金売吉次）的黃金商人來訪。吉次信高因為經常往來京都與陸奧，與奥州藤原氏的鎮守府將軍藤原秀衡有深交，此次來訪乃因藤原秀衡暗聞源氏遺族遮那王有討平大志，欲傾力相助，遂託吉次信高前來轉達，並助遮那王出奔。遮那王當下即決定投奔奥州，當日便喬裝混於吉次信高的商隊中出走。途經熱田神宮時，遇見前大宮司藤原季範的族裔，而藤原季範正是父親源義朝正室由良御前的生父。遮那王在戚族及吉次信高等人的注目下完成了元服，取源氏代代相傳的「義」字，及初代先祖源經基的「經」字，改名為「源九郎義經」。亦有一說，指義經乃於其父義朝為叛臣所殺的宅第裡完成元服儀式。
源義經一行千里跋涉後，終於抵達奧州平泉。據說藤原秀衡於數日前即夢見黃金鴿子飛來，而鴿子乃源氏氏神八幡神的信使，因此視之為吉兆，更加深信源義經必能成就大業。

### 兄弟重逢

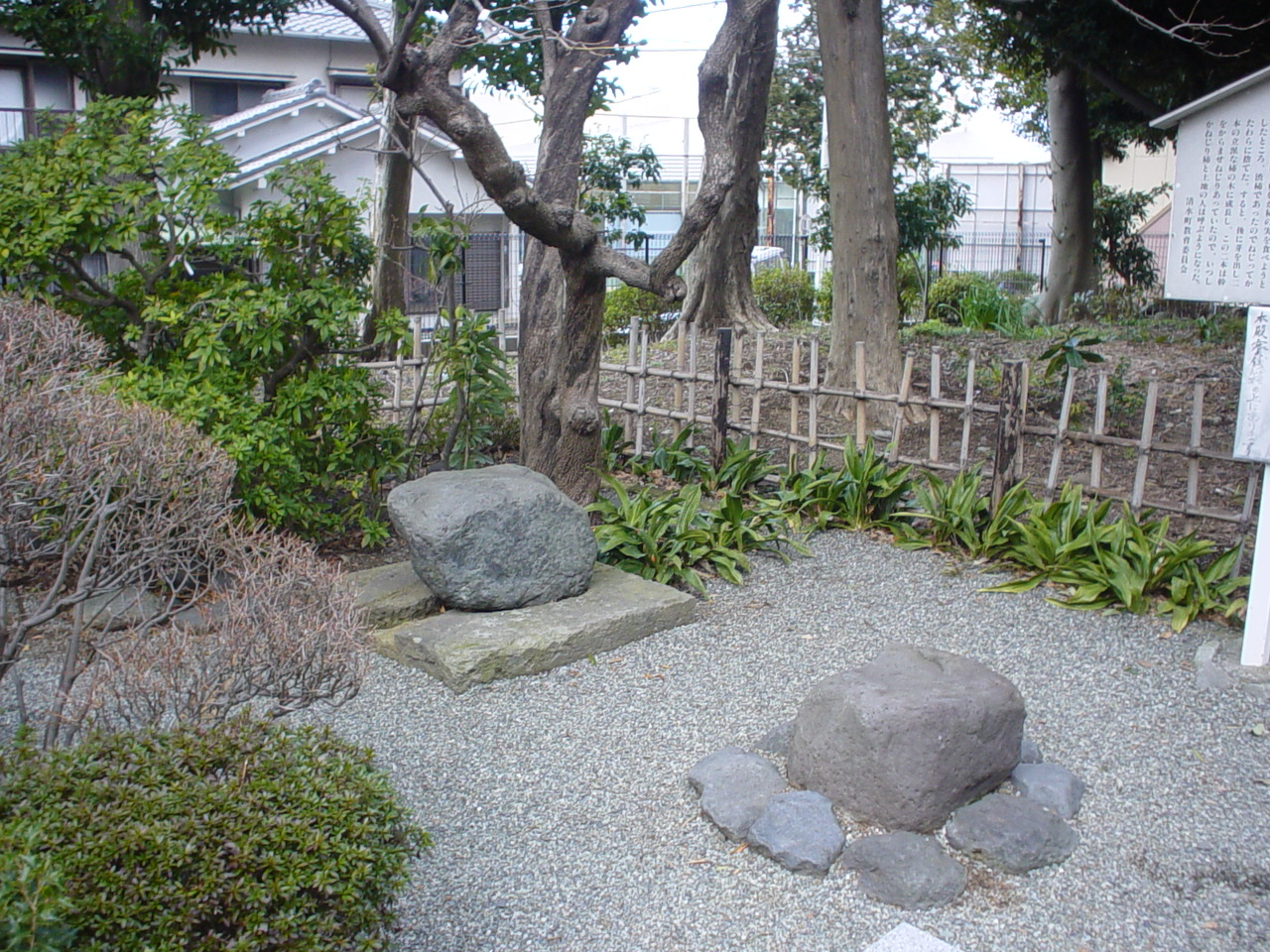
對面石（傳說源賴朝與源義經相會之處）

1180年8月源義經的異母兄源賴朝舉兵討伐平家。消息傳到奧州，源義經與藤原秀衡商量後決定興兵助陣。源義經率領家臣弁慶、伊勢三郎及藤原家臣佐藤繼信、佐藤忠信兄弟等共300餘騎，日夜兼程前往馳援。其時正值富士川之戰，然而平家大軍不戰而敗，戰事一下子就結束了，源義經於戰後才抵達源賴朝在黃瀨川的陣地，因此未能參戰。源賴朝見到平治之亂失散以來即未曾謀面的親弟弟已由襁褓嬰孩蛻變成威風凜凜的大將，心裡非常欣慰與感動，兄弟兩人皆流下真情的淚水。源賴朝以河內源氏先祖源義家得親弟弟源義光襄助而成大業為例，誓言與源義經一起消滅平家、共報父讎，再振源氏家門。之後源義經跟隨源賴朝退回鎌倉，全力經略關東，厚植實力。

### 上洛勤王
源賴朝的堂弟木曾義仲和源賴朝同年舉兵，並且勢如破竹，橫掃北陸，為討平的源氏勢力中的另一主流。但由於木曾義仲的父親源義賢在與源賴朝父親源義朝的政爭中，為源義朝長子源義平所殺，與源義朝家有殺父之仇，故不與源賴朝相善。
1183年，木曾義仲於俱利伽羅峠之戰大破平家10萬大軍後，同年7月率兵入京，平家棄都西逃。此時木曾義仲的聲勢如日初昇，人稱「旭將軍（或朝日將軍）」。然而由於先前養和大飢饉的影響，木曾義仲的6萬大軍軍糧無覓，遂開始劫掠京師，以致人心大失。其後在追擊平家的數次戰役中更屢為平家所敗，元氣大傷。
同年，收到後白河法皇勤王密令的源賴朝派遣源範賴及源義經統率5萬大軍征討木曾義仲。1184年1月，眾叛親離的木曾義仲於宇治川之戰中寡不敵眾，在逃往北陸途中於近江粟津遇襲陣亡。至此，源賴朝勢力成為天下討平的唯一主力。

### 一之谷奇襲

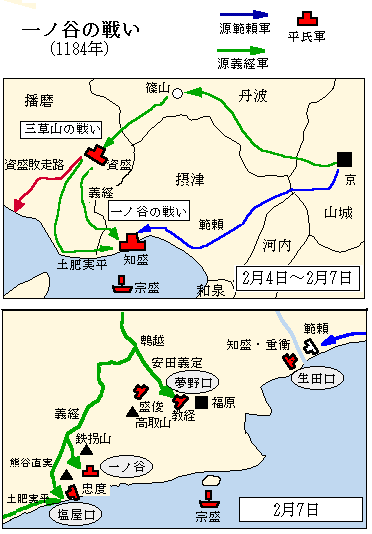
一之谷之戰源平攻防圖

平家一族先前棄京逃往九州後，勢力便逐漸回升，更趁源氏相爭之際坐收漁利，不但在讚岐屋島建立行宮，山陽道及瀨戶內海等亦大半為平家所控制，前線重回攝津福原，大有重新上洛之勢。
1184年1月，木曾義仲敗亡後，源賴朝乘新勝之銳，命源範賴及源義經進軍福原。2月，源範賴與源義經兵分二路夾擊，以源範賴為主力，源義經率1萬餘騎由攝津藍那走鵯越，潛入一之谷（一ノ谷）。2月4日源義經以夜襲擊敗播磨三草山的平資盛、平有盛勢力，並命土肥實平追擊山中殘部。2月7日源範賴5萬主力進攻生田的平知盛守軍，清剿山中殘部後的土肥實平亦轉攻塩屋的平忠度，但源平兩軍激戰數回後即陷入僵局。
源義經採聲東擊西之計，命安田義定領1萬騎進攻夢野的平教經、平盛俊，自己則僅率40餘騎轉入山中，迂迴到平家本陣後方。黎明時分，源範賴方再次發動攻擊，聽見殺陣聲的源義經便率軍由急坡縱馬而下，迅速攻入平家本陣，平家陣腳大亂，開始奔竄敗退，平家大軍死傷慘重。不久殘軍逃到港口，乘船渡往屋島，而源氏因為沒有水軍，故沒有追擊。
此戰平家大將陣亡者甚眾，如平通盛、平忠度、平經俊、平清房、平清貞、平敦盛、平知章、平業盛、平盛俊、平經正、平師盛、平重衡（被捕，1185年處刑）等，平家勢力遭受莫大沈重的打擊。
一之谷之戰後，源賴朝召源範賴回鎌倉，加封三河守，但立下大功的源義經卻遭到冷落，不但不召回鎌倉行賞，更只命源義經為代官，留守京都。戰功赫赫的源義經在留守京都期間受到後白河法皇的讚賞，1184年8月6日法皇封源義經為「左衛門少尉兼檢非違使（俗稱為判官），從五位下」，但源賴朝對於源義經未先徵詢自己的同意而擅受朝廷冊封的行為十分震怒。9月，源義經奉源賴朝之命，娶源賴朝臣下河越重賴之女為妻（後來稱為「鄉御前」）。一般認為，源賴朝是想利用鄉御前來刺探及監視源義經，但就結果而言，鄉御前並沒有為源賴朝所用，而是真心地跟隨著源義經。

### 屋島之戰

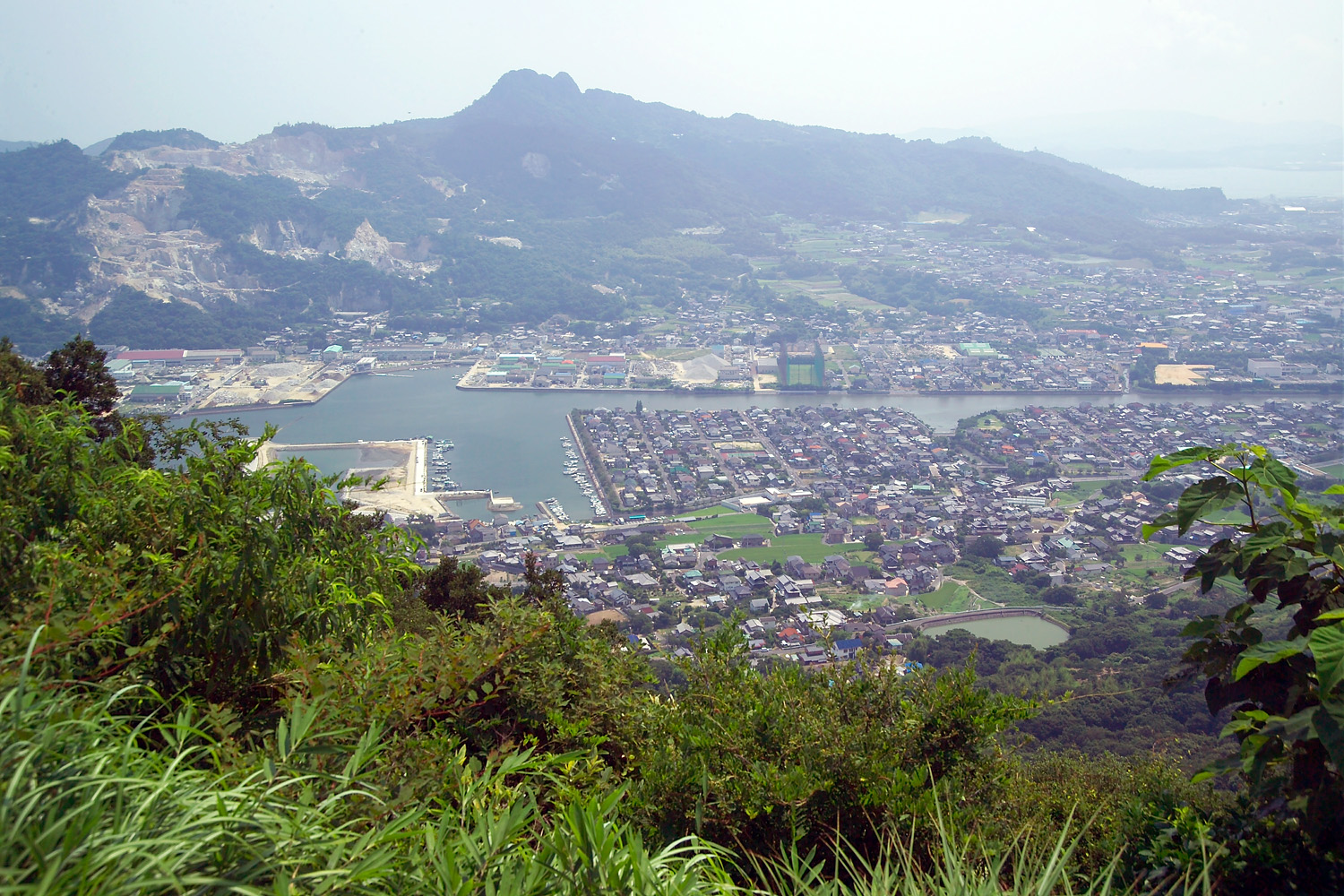
遠眺屋島古戰場

1184年9月，源賴朝刻意冷落源義經，只派源範賴征討平家。源範賴為繞到平家背後，取徑山陽道，但為平家識破，源範賴大軍遭平行盛截斷，關門海峽亦為平知盛封鎖，陷入兵糧不繼的困境。1185年1月，源賴朝迫不得已，命源義經領軍前往救援。
2月，源義經自京都起程前往攝津渡辺港，整備軍艦，目標直指平家屋島陣地。但正當出航之際，暴風雨來襲，軍監梶原景時及部下、船長們皆認為此時不宜冒險。源義經力斥眾議，安排5艘船各150騎，隨即出航。源義經艦隊乘風破浪，比想像中更快抵達四國，但也由於風浪的影響，偏離了預定航道，在阿波的勝浦靠岸。然而源義經上岸整軍後，即策馬疾馳，翌日清晨便已進軍至屋島前方村落。
源義經眺望平家陣營，發現平家紅旗浩浩，軍容整盛，並且還有數艘艦艇在港。源義經自知不能力敵，只能智取，於是便在周圍村莊放火，假立源氏白旗多數，製造大軍襲來的幻象。平家見狀大驚，以為一之谷奇襲再現，倉皇奪船奔走。源義經趁勢搶灘上岸，迅速衝入本陣放火。不久，平家發現中計，掉頭回擊，弓矢齊飛。平家軍中號稱第一射手的平教經向源義經放了一記冷箭，義經四天王之一的佐藤繼信策馬奔前以身擋箭，強箭穿甲，佐藤繼信中箭落馬。源義經立刻下馬抱起繼信，繼信寥留數語後便氣絕殞命，義經哀慟不已。

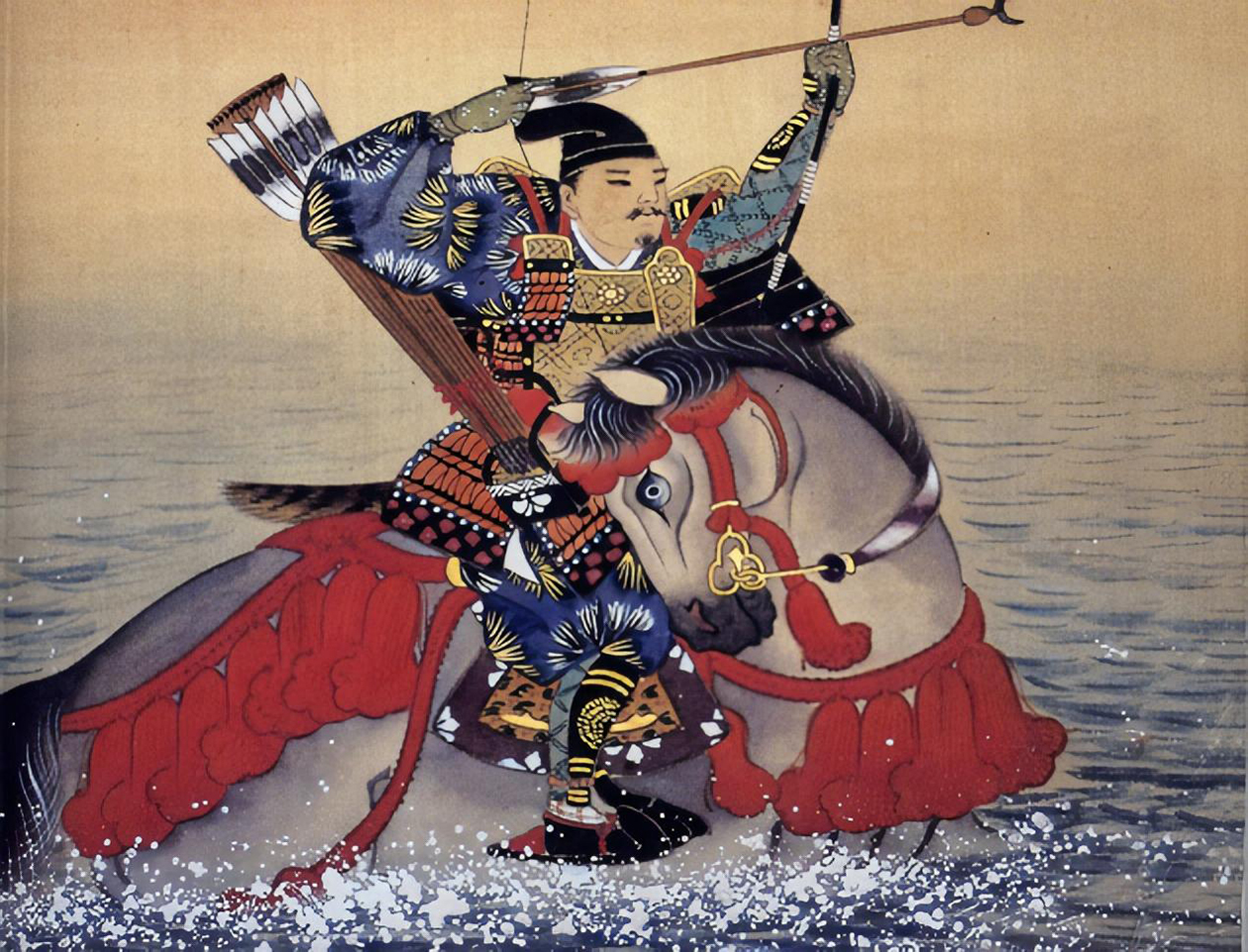
那須與一騎射英姿

戰事陷入膠著，雙方暫且按兵不動。平家為了展現出己方游刃有餘的實力，打擊源氏的士氣，故意派出一艘小船，載著花樣年華的美少女，立起紅底金箔的日之丸小扇，前往源氏陣地挑釁。源義經則派出軍中的弓射名手那須與一接戰。小船停在箭程邊線左右，船上小扇隨著波浪起伏而搖擺不定，那須與一縱馬入海，一箭射中40間（約70公尺）外的小扇，源軍歡聲雷動，士氣大振。
不久由於平家誤信源範賴率大軍增援的情報，加以屋島基地已受創嚴重，平家決定放棄屋島，向西撤退，屋島之戰結束。此戰造成瀨戶內海拱手讓與源氏，河野通信等水軍勢力及中國、四國的武士集團也一一向源氏投誠，平家已經面臨山窮水盡的局面。

### 壇之浦決戰
平家自屋島撤退到長門國彥島據守，而源範賴和源義經亦在對岸佈陣對峙。雙方已有海戰的覺悟，開始糾集戰船，平家500艘，源氏840艘（《吾妻鏡》版本）。
1185年3月24日清晨6時許，在關門海峽的壇之浦（壇ノ浦）開戰，由平家主動展開攻擊。由於平家擅於海戰，而且潮流對平家有利，機動靈活，所以一開始平家即佔了上風。相反地，逆流進軍的源氏艦艇如陷泥沼，成為平家箭陣的活靶。此時源義經心生妙計，下令集中狙殺平家的水手及舵手，但據說此戰術違背了當時不成文的戰爭規則。失去機動能力的平家艦隊反而比源氏更加動彈不得，正午過後，潮流改變，源氏順勢接近登船，展開白刃血戰，戰情也隨之逆轉。激戰過後，平家眼見大勢已去，平資盛、平有盛、平經盛、平教盛、平行盛等大將陸續投海身亡。平家領袖平宗盛及子平清宗、妹平德子雖然企圖跳海自盡，但為源氏士兵所救。而年僅8歲的平家血脈安德天皇（平德子所生）則由祖母二位尼挾抱跳海身亡。日暮時分，壇之浦之戰結束，平家滅亡。
值得一提的是，傳說曾在屋島之戰中射死源義經愛將佐藤繼信的平家猛將能登守平教經，知戰不能勝但也要和源義經同歸於盡，便以義經為目標，找到機會欲出手時，義經身輕如燕從船上跳到另一船，欲追之，義經又飛越至另一船，如此連續飛跳八船，即義經著名的，平教經啞然，最後挾著兩個源軍勇士跳海，壯絕而亡。另外，平家猛將平知盛為免不能絕命，遂著重甲，負錨投水而死。
有認為此傳說為對平教經的愚弄侮蔑，但勝局已定不接受單挑，為合理決策。且此整件事僅為傳說，真偽不明，<吾妻鏡>即記載平教經係陣亡於一之谷奇襲，並非壇之浦。

### 無功有過
平家消滅後，源義經在京都邂逅了善舞的白拍子磯禪師之女，兩人一見鍾情，不久源義經納之為妾，即「靜御前」。後來源義經押解平宗盛父子等凱旋返回鎌倉，但就在抵達鎌倉城外的腰越時，源賴朝遣使命令源義經不得進城，只要交出人犯即可。對於遭兄長猜忌深感痛心的源義經於1185年5月24日在腰越的滿福寺寫下了著名的腰越狀，委託源賴朝的親信能臣大江廣元代為轉達其手足情深、忠心不貳的真摯心意。節錄大意如下：
| 臣生未歲，夙遭閔凶，賴母懷抱，忐忑相依，諸國流轉，隱姓埋名。幸天憐助，木曾伏誅，平家敗亡。或險崖縱馬而不顧命，或怒海凌波而罔惜身，枕甲而戰，無日忘志，惟慰父靈，以遂宿望。臣無貳心，尚祈御宥，紙短情長，望垂聖察。 元曆二年五月日左衛門少尉源義經進上因幡前司殿 |

儘管如此，冷酷的源賴朝始終不為所動。究其原因，除了源義經私受朝官之過外，素與源義經不睦的軍監梶原景時也向源賴朝告發源義經戰時的專斷獨行及破壞軍紀，稱其「功勳獨攬」，全然不顧源義經的策略的確是致勝的關鍵。更深入而言，源賴朝與源義經乃同父兄弟，相較於源義經的名震天下，源賴朝的光芒就相形失色，因此源義經要取而代之也不是不可能的事，所謂「功高震主」讓源賴朝備感威脅。除了上述後天因素，另外有一種血緣的說法，即雖然源賴朝與源義經同為源義朝之子，但源賴朝的生母由良御前為正室，且乃熱田大宮司之女，屬名門望族，而源義經的生母常盤御前僅是源義朝的小妾，雖然過去曾有因千中選一的美色而選入中宮為侍婢的經歷，但本質上仍屬庶民。因此源賴朝不但是嫡子，而且是嫡長子，而源義經卻只是庶子，而且為諸庶子之末，兩人之間的族內地位差距可想而知。在血緣至上、階級分明的古代社會中，源賴朝與源義經之間有所隔閡也是在所難免。
6月9日，源賴朝命令源義經再押解平宗盛父子及一之谷之戰時俘虜的平重衡回京都，不得其門而入的源義經悔恨交加，怒言「關東積怨之輩可從義經！」源賴朝聞之勃然，將源義經的關東領地悉數沒收。源義經在黯然返回京都途中，將平宗盛父子於近江篠原宿處斬。平重衡則因曾率大軍鎮壓寺院反平勢力並焚燬東大寺及興福寺等罪狀，在寺院勢力的引渡要求下，源義經將其交付，最後在奈良被梟首示眾。

### 手足成讐
9月，源賴朝為刺探源義經動向及意志，遣梶原景時之子梶原景季前往京都堀川御所，封源義經為伊予守並要求其發兵征討曾追隨木曾義仲的叔父源行家。源義經由於抑鬱致疾，身心俱疲，再加上源行家同為源氏，又是叔父長輩，不忍相害，遂拒絕了源賴朝的要求。至此，源賴朝決意拔除猶如芒刺在背的源義經。

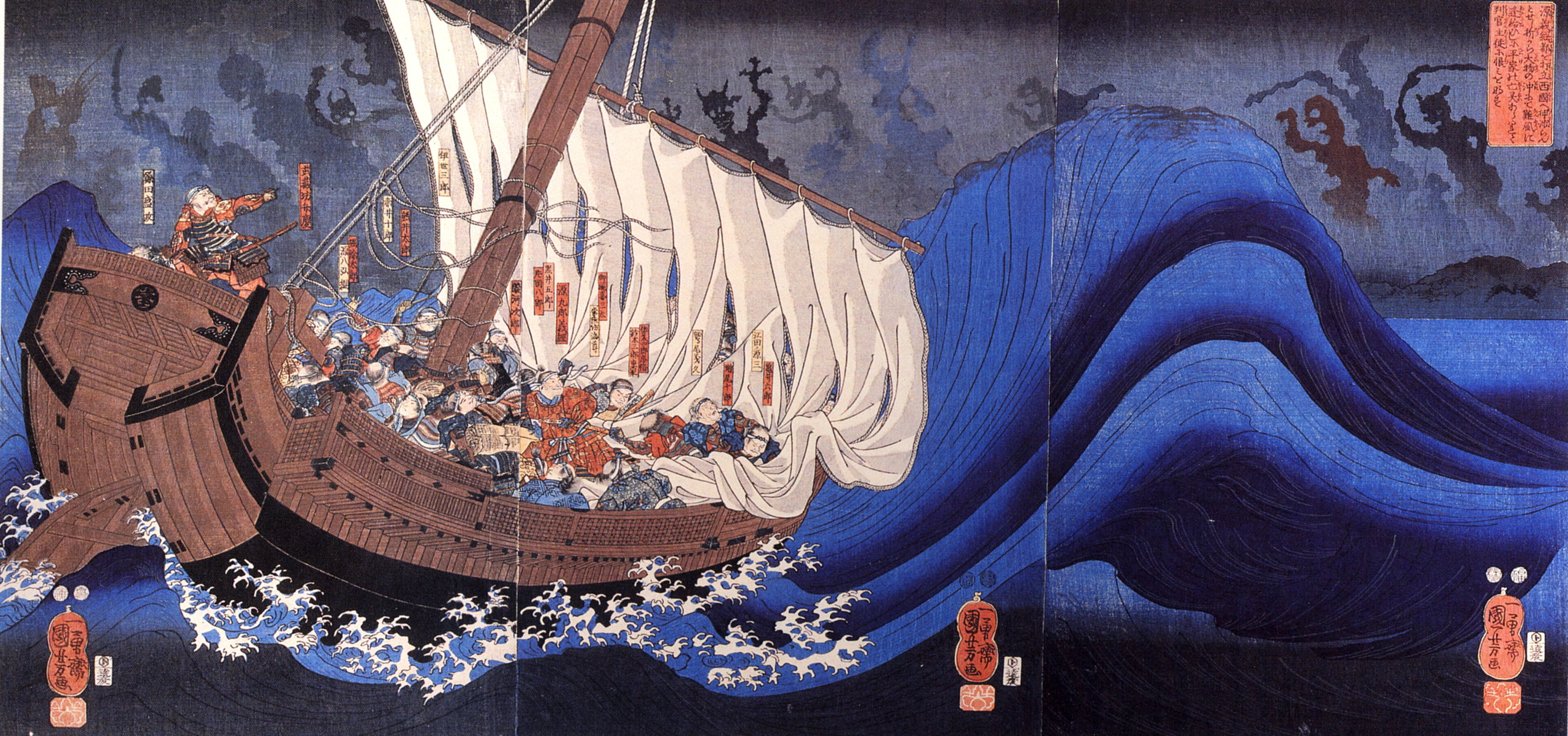
被平家惡靈襲擊的源義經船艦
後人传说源義經投奔西國途中所遇的暴風乃壇之浦之戰中眾多投海自盡的平家怨靈作祟

10月，源賴朝密令土佐坊昌俊入京謀事。10月17日夜，土佐坊昌俊率領60餘騎突襲堀川御所，源義經提刀應戰，之後叔父源行家亦率眾支援，土佐坊昌俊不敵，敗逃鞍馬山後受縛。土佐坊昌俊坦承一切皆為源賴朝授意，讓源義經非常寒心。源義經與叔父源行家商討後決意起事，並向後白河法皇稟告，得到了追討源賴朝的院宣，但10月24日在先父源義朝的供養法會上卻未能得到家臣廣泛的支持。然而事已至此，勢在必行，10月26日將土佐坊昌俊斬於六条河原，與源賴朝正式決裂。源義經等心知京都不是謀事之地，無力迎戰，決定離京西行，投靠九州的菊池氏，在西國發展勢力。11月3日源義經等率500人左右由攝津大物浦走海路，突遇暴風來襲，此番不得突破，又退回了攝津。
約莫同時，北條時政奉源賴朝命領千騎先行，隨後源賴朝亦率大軍上洛。法皇聽聞源賴朝進京，態度驟變，11月11日便應源賴朝的要求下達討伐源義經、源行家的院宣。討得院宣的源賴朝飛檄諸國設置守護、地頭，全力緝拿。源義經知道源賴朝已布下天羅地網，決定化整為零，只帶家屬、親信逃往吉野山。

### 生離死別
前往吉野山的山路上，靜御前由於身懷六甲，體力不堪負荷，源義經念源賴朝不致對婦人孺子下毒手，決定讓靜御前下山躲藏。臨別之時，源義經送給靜御前一面小鏡，謂：「願卿早晚梳洗之際睹物相思。」遂遣僕役數人護送下山。然而下山途中，僕役心生歹念，強奪財寶之後即各自散逃。進退無路的靜御前在此時為追兵所逮，送往鎌倉(後話)。
由於靜御前在山中被捕，吉野山的僧兵們知道源義經一行必藏於山中。僧兵們唯恐得罪源賴朝，招致大軍前來征討，於是決議上山捉拿源義經。僧兵們擊鼓為號，開始糾集。弁慶聽到鼓聲有異，下山窺探，果見僧兵披甲帶刀，急忙回報。源義經認為僧兵熟諳山勢，戰不可勝，便準備轉移陣地，逃往別處。此時源義經四天王之一的佐藤忠信心知戰不能勝，逃亦難免，決定捨身殿後，保主脫險。源義經知道佐藤忠信心意已決，想起了在屋島之戰為己犧牲的佐藤繼信，有感今日一別即為死別，無言悽然訣離。佐藤忠信帶著幾個自奧州出征以來僅存的忠勇部將，伏擊追擊而來的僧兵。佐藤忠信與僧兵大將橫川覺範展開死鬥，最後斬覺範，梟其首，僧兵見狀驚恐，鳴金自退，然而佐藤忠信的部將已盡皆陣亡。佐藤忠信後來獨自潛回京都堀川御所，被北條時政守軍發現，激戰之後壯烈自刃身亡。

### 再投奧州
逃離吉野山後，源義經一行在奈良和京都的山野間四處躲藏。源義經明白如此下去不是長久之計，亦無再起之日，於是決定投奔當年鼎力相助，猶如再生之父般的奧州鎮守府將軍藤原秀衡。1187年2月，源義經帶著正室鄉御前及家臣們喬裝成勸募重建東大寺的苦行僧，踏上千里迢迢的旅程。
為了避開關東森嚴的戒備，源義經一行進入越前，取徑山險路難的北陸道。然而通緝令早已佈達五畿七道，源義經一行在加賀的安宅關（安宅の関）引起守將富樫左衛門的懷疑，富樫左衛門要求偽裝成勸募僧侶的源義經一行把「勸進帳」（香油錢的帳冊）拿出來檢查。據說此時膽大心細的弁慶急中生智，隨便呈上一份毫無關係的書卷，佯稱是勸進帳，並鼓動三寸不爛之舌瞞過了富樫左衛門。富樫左衛門打量了弁慶身邊的源義經後仍覺有異，弁慶便故意對源義經大喝：「皆因汝似判官，屢引禍端！」然後拿錫杖重重地打了源義經。弁慶逼真的演技徹底瓦解了富樫左衛門的心防，富樫左衛門心想：「豈有家臣妄為如是，必非判官也。」於是予以通關放行。即便是萬不得已下冒犯主君，弁慶仍感到十分愧疚，離開關所的視野後不覺淚流滿面，向源義經下跪請罪。源義經說：「此乃天神相助，託卿機智形之，保吾等脫險，感激不盡。」主從相視而泣。
歷經重重險阻及考驗，源義經一行終於抵達奧州平泉。如父親般的藤原秀衡仍舊給予源義經大力援助，並安排源義經在高館（又稱衣川館）駐居。得知源義經投奔奧州的源賴朝開始文攻武嚇，但藤原秀衡不為所動，以不惜一戰的決心力拒源賴朝的引渡要求。源賴朝暗忖藤原秀衡實力可畏，只得按兵不動，從長計議。

### 高館斷魂
儘管源義經在藤原秀衡的情義庇蔭下得以安身，但造化弄人，好景不常，1187年10月29日藤原秀衡即因病逝世。這對源義經而言是莫大的打擊，源義經自謂：「喪親之痛猶未過之。」雖然藤原秀衡臨終前再三叮囑其子藤原泰衡、國衡、忠衡務必同心協力對抗鎌倉幕府，並以主君之禮侍奉源義經，然而在老謀深算的源賴朝不斷地威脅利誘下，藤原一族與源義經之間的關係漸漸產生了變化。
1188年3月29日，後白河法皇派遣欽差前往平泉傳達征討源義經的院宣。雖然藤原一族仍猶豫不定，意見分歧，但由於參謀藤原基成（藤原泰衡的外公）為公家貴族之後，素與朝中公卿相善，因此朝廷方面仍有不少公卿庇護藤原氏。10月12日，源賴朝遣使警告藤原一族若不征討源義經則將獲罪株連，幕府已準備自行發兵伐罪。11月，陸奧、出羽国司等也接獲院宣，開始對藤原一族施加壓力。1189年2月22日，源賴朝要求後白河法皇下旨征討藤原一族及解除沆瀣一氣的朝中公卿職務。2月25日，源賴朝開始做戰前準備，再度遣使探查平泉方面的虛實。3月22日，源賴朝再次催促朝廷下旨討伐藤原氏。家督藤原泰衡為了挽救逐漸陷入孤立無援的藤原一族，終於決定討伐源義經。
4月30日清晨，藤原泰衡命家臣長崎太郎率500騎突襲高館，義經家臣們發現後迅速迎戰：弁慶、伊勢三郎、增尾十郎、片岡八郎、鈴木三郎、龜井六郎、鷲尾三郎、備前平四郎等8人固守玄關大門，喜三太爬上屋頂，以窗板為盾，拉弓搭箭狙殺敵軍。源義經則以戰死於藤原泰衡的家臣手下為恥，不願出戰，獨自進入佛堂中誦經，做自盡前的準備。源義經的家臣們為了保護主君能平靜赴死，抱著必死的覺悟，捨命決戰，各自斬殺多人後壯烈戰死或自刃。傳說弁慶見大勢已去，入殿向正在誦經的源義經訣別，相約黃泉路上為伴，隨後重返戰場，揮刀如舞，人馬無別，頓時血霧瀰漫，遍地屍骸。敵軍近戰不得，於是弓手盡出，萬箭齊發，剎那間弁慶身上插滿羽箭。但弁慶仍不見死態，長刀亂斬，狀貌駭人。突然，弁慶大刀一收，宛如佛教的仁王（護法金剛）塑像一般傲然而立，嘴角似笑未笑，身軀則不動如山。敵軍未知弁慶生死，一時間亦無人敢上前探查。後來弁慶被一匹馬撞倒，眾人方知弁慶早已身亡（此即著名的「弁慶立往生」）。
誦完經的源義經回到寢室，手刃鄉御前與4歳的女兒龜鶴御前後引刀自裁。源義經波瀾萬丈的31年生涯以悲劇落幕。

### 平泉夢碎

中尊寺金色堂

源義經死後，首級由藤原泰衡之弟藤原高衡護送到鎌倉，軀體則被葬在判官森（今宮城縣栗原市栗駒沼倉）。6月13日，和田義盛與梶原景時在腰越驗首，然後將首級葬在藤澤的白旗神社。
討伐源義經後的藤原一族仍未得安穩，首先藤原泰衡之弟忠衡認為此舉違背了父親藤原秀衡的遺命，反對藤原泰衡向幕府屈服。因此6月26日，藤原泰衡襲擊藤原忠衡居館，殺了藤原忠衡。冷酷無情的源賴朝則在利用完藤原泰衡後，宣稱藤原一族窩藏欽犯，罪無可逭，7月19日親率大軍北上征伐。藤原泰衡焦慮辯解，稱：「往日種種皆先父秀衡一人獨斷，今已依麾下之命誅殺義經，泰衡但有功無過，何以致罪？」
藤原泰衡仍未明白源賴朝志在天下，豈容藤原氏據地自恃。藤原泰衡在源賴朝大軍到達前就先縱火燒毀居館，棄城北逃。9月3日，藤原泰衡為部下河田次郎所弒，首級於9月6日送達源賴朝本陣，之後葬於藤原氏祖墳中尊寺金色堂。數代雄霸一方的藤原氏在源義經死後不到半年即家破人亡，為這齣歷史悲劇的末尾更平添幾許唏噓。

## 研究

### 家族
一般認為源義經因為是源義朝的第九子因而通稱「九郎」，但據《義經記》記載，源義經實際上為第八子，因為顧忌曾與父親敵對的叔父「鎮西八郎」源為朝所以才改稱「九郎」。不過《義經記》記載的兄弟人數及順序有誤，所以一般都不採信此說。
源義經共有8位同父兄長，其中6位為異母，2位為同母。同父姐妹人數則未詳。
- 源義平
- 源朝長
- 源賴朝
- 源義門（日语：源義門）
- 源希義
- 源範賴
- 源全成（日语：阿野全成）（同母）
- 源義圓（日语：義円）（同母）

母親常盤御前被平清盛納為侍妾後，生了一個妹妹廊御方。後來常盤再轉嫁公卿一条長成，又生了一個弟弟一条良成。
源義經本人則生有二女一男。
- 長女為初次投奔奧州期間與當地女子所生下的，後來長女嫁給了伊豆的源有綱（日语：源有綱）（攝津源氏（日语：摂津源氏）源賴政之孫）。
- 次女龜鶴御前為鄉御前所生，衣川館敗戰後和源義經、鄉御前共赴黃泉。
- 長子為靜御前所生，但產前靜御前於逃亡途中即被源賴朝追兵所獲，所以源義經未曾見過。事實上長子的生命也非常短暫，因為靜御前在押往鎌倉後，源賴朝即指示「男殺女活」，不久長子生下後，隨即被源賴朝的手下帶到由比濱遺棄。

### 親信部將
| - 源有綱 - 武藏坊慶 - 常陸坊海尊 - 鎌田盛政 - 鎌田光政 | - 佐藤繼信 - 佐藤忠信 - 伊勢義盛 - 鷲尾義久 - 堀景光 | - 駿河清重 - 御厩定清 - 增尾兼房 - 片岡弘經 - 鈴木重家 | - 龜井重清 - 備前成春 - 本多宗勝 |

#### 義經四天王
「義經四天王」是後世對源義經4位主要家臣的合稱，但無定說，有以鎌田盛政、鎌田光政、佐藤繼信、佐藤忠信為四天王的說法，也有以武藏坊弁慶、伊勢義盛、龜井重清、常陸坊海尊為四天王的說法，還有代以駿河清重、片岡弘經等人的說法。

### 容貌
關於源義經的容貌，由於同時代人物的著作及記述中皆未有客觀描寫，也沒有生前畫像傳世，所以後世只能憑藉想像及其親族畫像來推測。
在《義經記》中，描述義經美貌如女。而《平家物語》中記載源義經的容貌為：「蒼白的暴牙矮子」。約莫同期成書的《物語》中則僅記載源義經的母親常盤為絕世美女，父親源義朝為威嚴穩重的美男子。《源平盛衰記》中描述的源義經則為皮膚白皙、個子嬌小的美男子。
至於源義經的身高，若用大山祇神社中供奉著源義經的甲冑推估，其身高約150公分左右。但由於此甲冑來源並沒有根據，所以並無法證實。由於義經在源氏的勝利中扮演了關鍵角色，在當代來說是傳奇般的存在。理所當然的，對於傳奇人物的外貌，不論好或壞的傳聞都會被廣大流傳。
後來在江戶時代的猿樂（現稱能）及歌舞伎中，源義經的容貌則為俊美的貴公子形象。

### 傳說

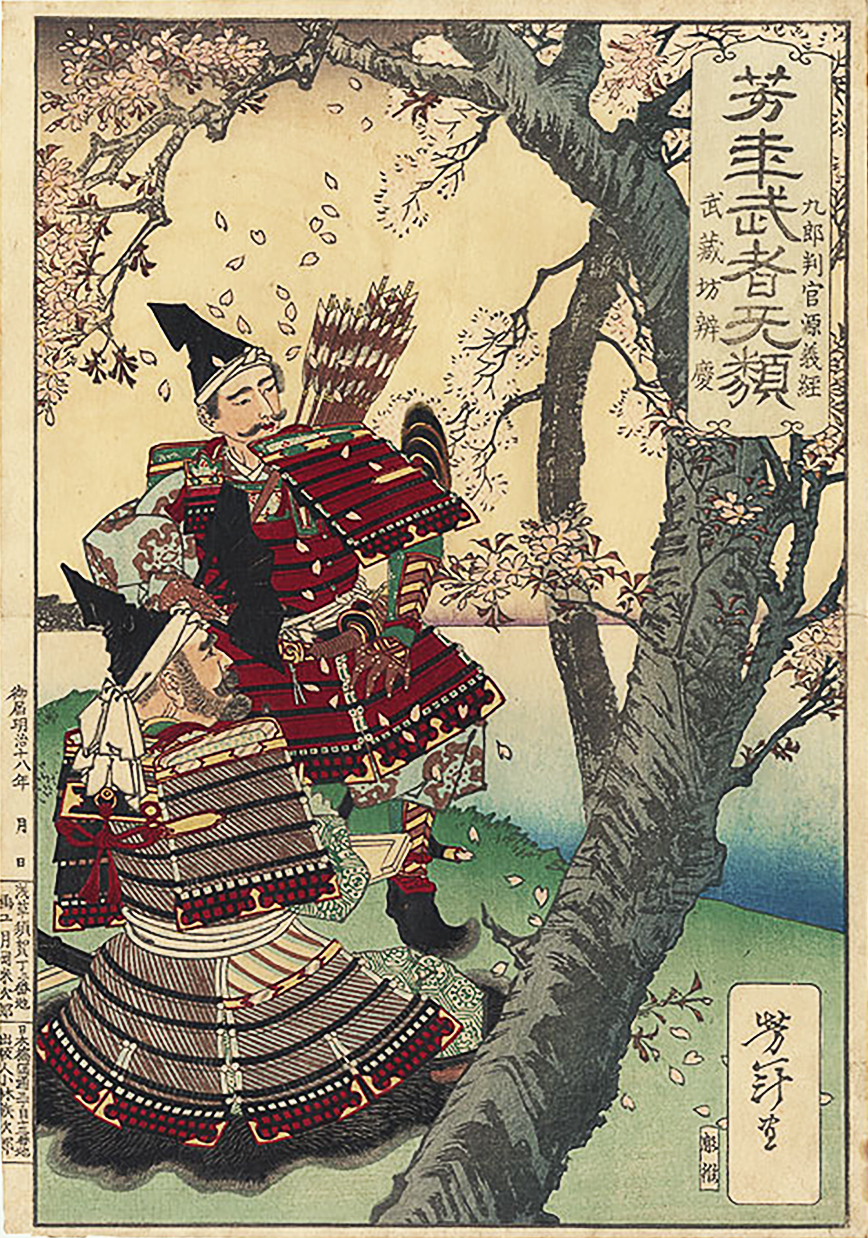
義經與弁慶
明治時代的浮世繪大師月岡芳年作品

由於源義經燦爛而又悽涼的人生際遇令聞者無不嘆息，同情之情油然而生，因而在日本產生了一句成語：「判官贔屓」，即指這種惻隱之心。對源義經不捨的心情往往轉化為期待，於是關於源義經的各種奇幻傳說遂越來越多。
《義經記》是記載源義經事蹟中最主要的一部，其中也包含了不少言過其實的傳奇。最有名的當屬與弁慶在五條大橋上的決鬥及衣川館之戰時弁慶忠勇護主而亡的「弁慶立往生」。此外，書中記載源義經藉由陰陽師鬼一法眼女兒的相助而盜得傳家兵書《六韜》、《三略》，因而日後得以屢屢出奇制勝的傳說也十分有名。在這個傳說中特別強調了《六韜》中的《虎之卷》，使得「虎之卷」後來在日本成為「成功之路必讀之書」的同義詞。

### 未死論
因「判官贔屓」轉化而成對接受事實的抗拒，以致後來主要產生了2種源義經未死論的觀點：
1. 北行說：衣川館之戰後源義經北逃，渡海進入現在的北海道。
2. 成吉思汗說：衣川館之戰源義經北逃，經北海道渡海西行進入蒙古，成為一代霸主成吉思汗。

#### 北行說
此說最早可能源於室町時代出現的「御曹子島渡」此一故事。「御曹子島渡」是記載源義經在初次投奔奧州並北渡到當時稱為「渡島」的北海道時的種種奇遇。此故事隨著後來北海道的開發及對當地原住民愛努人的了解加深而有了更加穿鑿附會的演變，甚至有源義經成為愛努王之說。

#### 成吉思汗說

村上源氏家紋：笹竜胆

此說的原型最早生於江戶時代。當時有一謠傳繪聲繪影，聲稱在乾隆帝的御文中曾出現「祖傳朕之先祖本姓『源』，諱『義經』，世出『清和』，故國號『清』。」一語，並說在《金史別本》（此為日本人偽作）中記載12世紀金朝盛世時有一名為「源義經」的大將。
原傳說由曾旅日的德國醫生菲利普·弗蘭茲·馮·西博爾德（Philipp Franz von Siebold）記載於其著作《日本》中，後來在倫敦留學的日本學生末松謙澄以其為藍本發表了畢業論文《義經再興記》。
到了明治時代，日本積極維新洋化，向海外擴張帝國疆域，特別是物產豐饒的滿洲更是其眼前明珠，在這種背景下，上述傳說進一步演化而為「成吉思汗說」。
大正年間，曾留學美國哈佛、耶魯大學並取得博士學位，後來成為牧師，人稱「愛努族救世主」的小谷部全一郎，他在北海道致力於解決原住民愛努人相關問題的同時也聽聞了愛努人所信仰的神祇即為源義經的說法，引起了他的好奇。為了調查傳說的真相，小谷部蒐集了許多資料，其中也包括了源義經西行蒙古之說。於是他前往滿洲、蒙古實地調查，在1924年出版了《成吉思汗就是源義經》（成吉思汗ハ源義經也）一書。該書由於正符合當時帝國主義的擴張思潮而成為暢銷書，成吉思汗說也迅速廣為人知。書中所提出的推論依據主要有二：
1. 「源義經」的日式音讀很像「成吉思」汗的日式音讀。
2. 蒙古部族的徽章神似源氏家紋[4]。

一般認為成吉思汗說純屬穿鑿附會，不足採信。

## 相關作品

### 書籍
| 名稱                            | 種類     | 作者                     | 創作時代           |
| ------------------------------- | -------- | ------------------------ | ------------------ |
| 吾妻鏡                          | 史書     | 鎌倉幕府                 | 鎌倉時代末期       |
| 玉葉                            | 日記     | 九条兼實                 | 平安時代末期       |
| 平治物語                        | 軍記物語 | 作者不詳                 | 鎌倉時代前期       |
| 平家物語                        | 軍記物語 | 信濃前司行長（?）        | 鎌倉時代前期       |
| 義經記                          | 軍記物語 | 作者不詳                 | 室町時代初期       |
| 天狗的内裏（天狗の内裏）                  | 御伽草子 | 作者不詳                 | 室町時代初期       |
| 源義經                          | 小說     | 村上元三                 |                    |
| 義經                            | 小說     | 司馬遼太郎               |                    |
| 成吉思汗的秘密                  | 小說     | 高木彬光                 |                    |
| 義經幻殺録                      | 小說     | 井澤元彥                 |                    |
| 戰神源義經                      | 漫畫     | 北崎拓                   |                    |
| 獵命師傳奇                      | 小說     | 九把刀                   |                    |
| 火之鳥亂世編 （火の鳥 乱世編）               | 漫畫     | 手塚治虫                 | 昭和53年（1978年） |
| 安東ANTON                       | 漫畫     | 安彦良和                 |                    |
| 遮那王 義經（中譯：俠義少年王） | 漫畫     | 澤田博文                 |                    |
| 修羅之刻（7卷～10卷）           | 漫畫     | 川原正敏                 |                    |
| 妖狐傳 義經千本櫻               | 漫畫     | 堤抄子                   |                    |
| （中譯：再生英雌～凌）          | 漫畫     | 上田倫子                 |                    |
| 源平傳NEO                       | 漫畫     | あかほりさとる、別天荒人 |                    |
|                                 | 漫畫     | 小野寺浩二               |                    |
|                                 | 漫畫     | 川原正敏                 |                    |
| 鬼燈的冷徹                      | 漫畫     |                          |                    |
| 漂流武士                        | 漫畫     |                          |                    |

### 戲劇
| 名稱                          | 種類            | 演員                             | 創作時代           |
| ----------------------------- | --------------- | -------------------------------- | ------------------ |
| 八島                          | 能劇            | 世阿彌                           | 室町時代           |
| 船慶                          | 能劇            | 觀世信光                         | 室町時代           |
| 安宅                          | 能劇            | 觀世信光                         | 室町時代           |
| 義經千本櫻                    | 歌舞伎          | 竹田出雲、三好松洛、並木千柳     | 延享4年（1747年）  |
| 勸進帳                        | 歌舞伎          | 並木五瓶                         | 天保11年（1840年） |
| 常陸坊海尊                    | 演劇腳本        | 秋元松代                         | 昭和32年（1957年） |
| 源義經                        | 電影            | 萩原遼導演，中村錦之助飾演       | 1955年             |
| 源九郎義經                    | 電影            | 松田定次導演，北大路欣也飾演     | 1962年             |
| 源義經                        | NHK大河劇       | 尾上菊五郎飾演                   | 1966年             |
| 女人平家                      | ABC時代劇       | 二瓶康一飾演                     | 1971年             |
| 新・平家物語                  | NHK大河劇       | 志垣太郎飾演                     | 1972年             |
| 草燃                          | NHK大河劇       | 国廣富之飾演                     | 1979年             |
| 雪之華 〜建禮門院德子的生涯〜 | TBS時代劇       | 田村正和飾演                     | 1982年             |
| 武藏坊弁慶                    | NHK新大型時代劇 | 川野太郎飾演                     | 1986年             |
| 源義經                        | TBS時代劇       | 東山紀之飾演                     | 1990年             |
| 源義經                        | NTV時代劇       | 野村宏伸飾演                     | 1991年             |
| 炎立                          | NHK大河劇       | 野村宏伸飾演                     | 1993年             |
| 弁慶 怪力無雙的荒法師         | ANB時代劇       | 西村和彥飾演                     | 1997年             |
| 五條靈戰記 GOJOE              | 東寶電影        | 石井聰亙導演，淺野忠信飾演       | 2000年             |
| 弁慶                          | 東京電視台      | 金子昇飾演                       | 2004年             |
| 義經                          | NHK大河劇       | 瀧澤秀明飾演（幼年：神木隆之介） | 2005年             |
| 平清盛                        | NHK大河劇       | 神木隆之介飾演                   | 2012年             |
| 鎌倉殿的13人                  | NHK大河劇       | 菅田將暉飾演                     | 2022年             |
| 鎌倉戰神源義經                | 中日合作劇      | 王一博飾演                       | 2026年             |

### 遊戲
| 名稱                                                              | 聲優                               | 創作時代       |
| ----------------------------------------------------------------- | ---------------------------------- | -------------- |
| 源平討魔傳                                                        | 電子合成                           | 1986年         |
| 慶外傳                                                            | 無                                 | 1989年         |
| 源平合戰                                                          | 無                                 | 1994年         |
| 少女義經傳                                                        | ：山本麻里安                       | 2003年         |
| 遙遠時空3（遙かなる時空の中で3）                                                     | 源九郎義經：關智一                 | 2004年         |
| GENJI                                                             | 浪川大輔                           | 2005年         |
| 義經記                                                            | 田中敦子                           | 2005年         |
|                                                                   | 千葉一伸                           | 2005年         |
| 義經英雄傳、義經英雄傳 修羅                                       | 牛若丸：阪口大助、源義經：大水忠相 | 2005年         |
| 大神（OKAMI）                                                     | 無                                 | 2005年         |
| 無双OROCHI -蛇魔-：魔王再臨 無双OROCHI2 ultimate 無雙OROCHI 蛇魔3 | 織田優成                           | 2008年、2018年 |
| 源狼                                                              | 立花慎之介                         | 2012年         |
| 神魔之塔                                                          | 無                                 | 2013年         |
| 怪物彈珠                                                          | 無                                 | 2013年         |
| 鬼斬                                                              | 源義經：伊藤繪美                   | 2014年         |
| 神領天團                                                          | 遮那王 · 源義經：無                | 2015年         |
| Fate/Grand Order                                                  | 牛若丸：早見沙織                   | 2015年         |
|                                                                   | 島田源氏                           | 2016年         |
| 万国觉醒/文明觉醒                                                 | 源义经：镰仓战神                   | 2019年         |
| 美男源氏傳                                                        | 源义经：石田彰                     | 2019年         |
| 仁王2/Nioh 2 [DLC: 牛若戰紀]                                      | 源义经：花江夏樹                   | 2020年         |

### 動畫
| 名稱                     | 聲優             | 創作時代 |
| ------------------------ | ---------------- | -------- |
| 名偵探柯南：迷宮的十字路 | 義經：劇中無台詞 | 2003年   |
| 鬼燈的冷徹               | 源義經：梶裕貴   | 2014年   |
| 鬼斬                     | 源義經：伊藤繪美 | 2016年   |
| 漂流武士                 | 源義經：石田彰   | 2017年   |
| 平家物语                 | 源义经：梶裕貴   | 2022年   |

### 其他
- 牛若丸：童謠，（尋常小學唱歌）
  - 描寫源義經和慶在京都五条大橋見面時的歌曲（但是根據義經記，兩個人的見面是在清水觀音境內。）。
- 組曲「義經」：音樂，陰陽座（2004年）
- 義經：歌舞劇，わらび座（日语：わらび座）公演（2006年4月15日～2007年1月3日）；全國公演（2007年2月～9月）。
- 源義經銅像：靜岡縣伊豆市（舊田方郡修善寺町（日语：修善寺町））鹿山公園
- 義經號：日本國鐵7100型蒸汽機關車的7105號，現靜態保存於京都鐵道博物館

## 外部連結
- （日語） http://www.st.rim.or.jp/~success/yositune.htm （页面存档备份，存于）
- （日語）
- （日語） http://www.asahi-net.or.jp/~hd1t-situ/azuma.html （页面存档备份，存于）
- （日語）
- （日語）
- （日語） http://www.inarijinja.org/ （页面存档备份，存于）
- （日語） http://www.st.rim.or.jp/~success/bunko_yositune.html （页面存档备份，存于）
- 《大日本史》列傳：源義經傳 （页面存档备份，存于）